# حمله تابستانی یونان
حمله تابستانی یونان (به یونانی: ελληνική καλοκαιρινή επίθεση) به حمله ارتش یونان با کمک نیروهای انگلیس برای تصرف منطقه جنوبی دریای مرمره و ناحیه اژه از قوای ملیه دولت موقت نهضت ملی ترکیه در سال ۱۹۲۰ گفته می‌شود. در آنکارا علاوه بر این، نیروهای یونان و انگلیس تحت حمایت قوای منظم دولت عثمانی در استانبول، که می‌خواستند نیروهای ملی‌گرای ترکیه را در هم بشکنند، پشتیبانی می‌شدند. این حمله بخشی از جنگ یونان و ترکیه بود و یکی از چندین درگیری بود که نیروهای انگلیس به پیشروی ارتش یونان کمک می‌کردند. نیروهای انگلیسی به‌طور فعال در حمله به شهرهای ساحلی دریای مرمره شرکت داشتند. با تصویب متفقین، یونانیان حمله خود را در ۲۲ ژوئن ۱۹۲۰ آغاز کردند و از خط میلن عبور کردند.مقاومت ترک‌ها محدود بود، زیرا آنها در غرب آناتولی تجهیزات کمی داشتند و همزمان در جبهه شرقی (با ارمنستان) و جبهه جنوبی (با فرانسه) مشغول نبرد بودند. آنها پس از مقاومت اندک، به دستور مصطفی کمال پاشا به سمت اسکی‌شهر عقب‌نشینی کردند.

## گالری

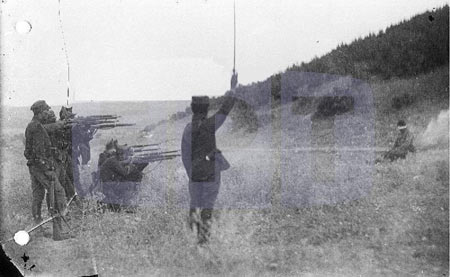
مرد ترک که به جاسوسی برای ارتش ترکیه متهم بود توسط نیروهای یونانی اعدام می‌شود، بین ۱۹۱۹ - ۱۹۲۲

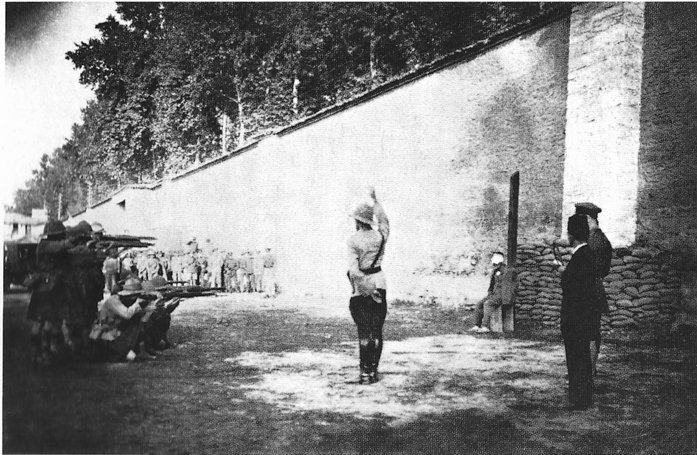
اعدام یک ترک کمالیست، توسط نیروهای انگلیسی در ازمیت، سال ۱۹۲۰

## یادداشت
1. ↑  «خط میلن» خط مرزی بین یونان و ترکیه بود که در پاریس تعیین شد.[۶]